# Institut des manuscrits orientaux (Saint-Pétersbourg)
L'Institut des manuscrits orientaux de l'Académie des sciences de Russie (autrefois musée Asiatique, jusqu'en 1930), en russe : Институт восточных рукописей РАН, est un institut de recherche dépendant de l'Académie des sciences de Russie qui se trouve depuis 1949 dans le nouveau palais Michel, à Saint-Pétersbourg, quai du Palais, au bord de la Néva. Il abrite des collections de manuscrits orientaux anciens. Sa vocation est de conserver et d'étudier ces manuscrits, ainsi que d'étudier l'histoire antique et médiévale des pays d'Asie et d'Afrique du Nord. Il a été fondé en novembre 1818.

## Historique

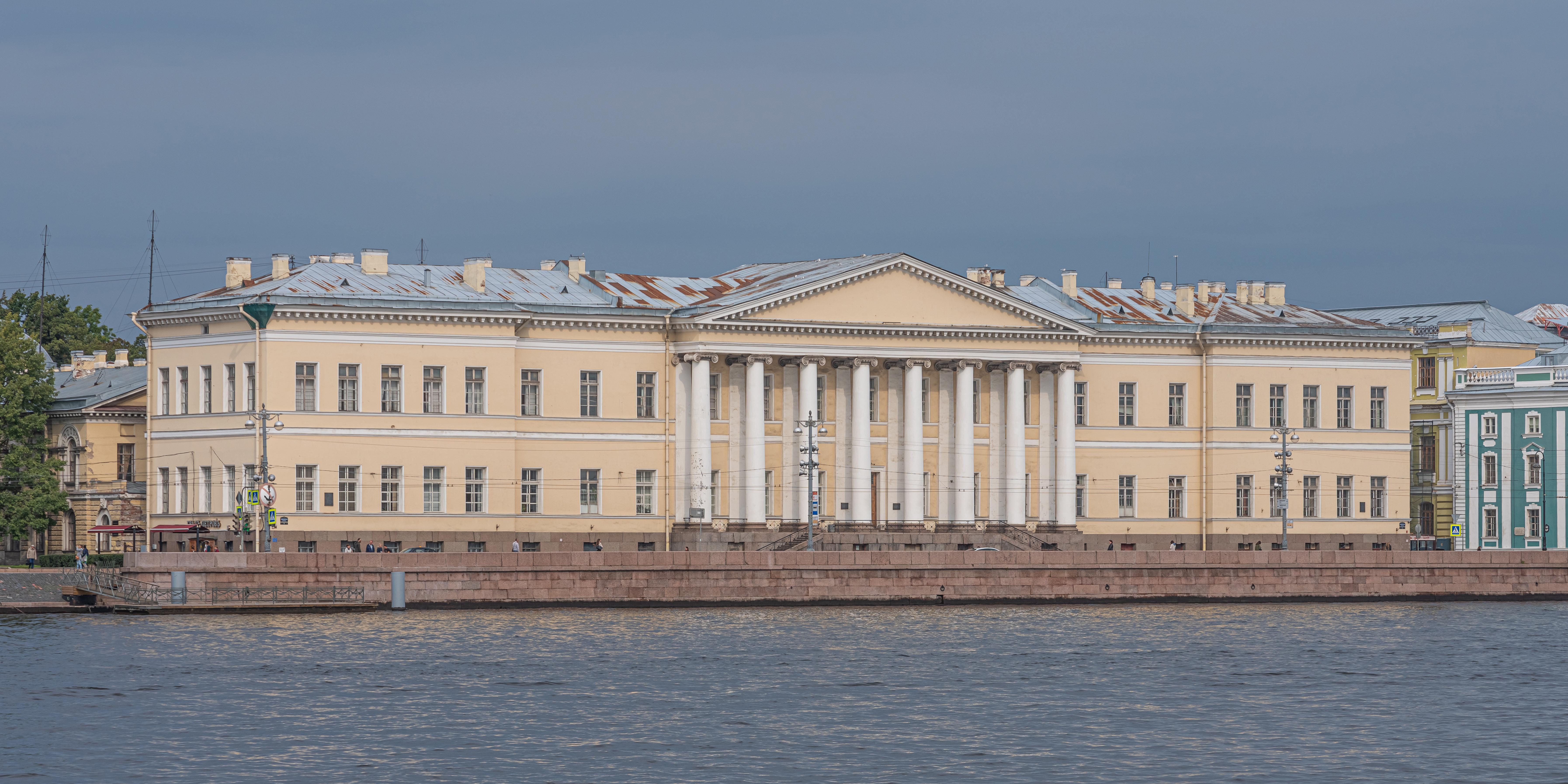
Siège de l'Académie des sciences de Saint-Pétersbourg, contre la Kunstkamera (à droite)

### Sous l'Empire
L'Académie impériale des sciences fonde son Musée Asiatique en novembre 1818 pour conserver ses manuscrits et livres orientaux anciens, dont le fonds principal est issu de l'achat de la collection de près de sept cents manuscrits arabes anciens du consul de France à Alep et Tripoli (alors dans l'Empire ottoman), Louis-Jacques Rousseau (1780-1831). Depuis un siècle, les médailles, livres et manuscrits orientaux provenant des acquisitions de diplomates et de marchands et qui font partie de la collection de Pierre le Grand se trouvent à la Kunstkamera. La bibliothèque de cette dernière fusionne avec celle de l'Académie impériale des sciences en 1724. Près d'un siècle plus tard, le président de l'Académie, le comte Ouvarov, obtient l'emplacement d'une salle entière à la Kunstkamera qui devient ainsi le lieu de ce musée jusqu'en 1861. Il dispose aussi de cabinets à l'Académie. Le musée est fondé le 15 (27) novembre 1818. Il est dirigé au début par l'académicien C. M. von Frähn.
Ce musée devient le second lieu d'étude et de conservation de manuscrits et de livres anciens orientaux, derrière l'université de Kazan. Lorsque le département oriental de cette université ferme en 1855 et que ses fonds sont transférés à la toute nouvelle faculté des langues orientales de l'université impériale de Saint-Pétersbourg, celle-ci devient le premier lieu d'études. Avec le Musée Asiatique et la faculté, la capitale impériale se trouve donc jusqu'à la Révolution de 1917 au cœur des études orientales dans cet immense Empire.
En 1849, le Musée Asiatique commence à publier (en français) son périodique scientifique qui est intitulé Mélanges asiatiques. Le musée joue un rôle important lors du IIIe congrès international des orientalistes qui se tient en 1876 à Saint-Pétersbourg (le premier congrès s'est tenu à Paris en 1873, le second à Londres en 1874)
À l'aube de la révolution, le musée est devenu au fil de ses acquisitions, l'un des principaux musées orientalistes d'Europe.

### De l'époque soviétique à 2007
Pendant les années 1920, le Musée Asiatique est le seul centre d'études orientales de l'Académie, comme le souligne un rapport du 30 août 1929. Le ministère des Affaires étrangères invoque alors la nécessité de développer les études orientales au sein des universités et de remédier au manque constaté de dictionnaires et manuels en langues orientales, ainsi qu'à la faiblesse de la recherche fondamentale. L'Académie élit en 1929 quatre nouveaux académiciens: Vladimir Alexeïev (sinologue), Joseph Orbeli (spécialiste d'études caucasiennes), Vassili Struve (historien de l'Antiquité orientale) et V. Vladimirtsov (mongoliste). Le Musée est renommé le 23 mai 1930 en « Institut des études orientales » avec l'organisation d'une branche d'études sociales en son sein, le tout dirigé par Sergueï Oldenburg.
L'institut est installé dans le bâtiment de la Bibliothèque de l'Académie des sciences de Léningrad. Il est chargé de créer de nouveaux alphabets en lettres latines pour les langues des républiques soviétiques d'Asie centrale et pour la langue mongole. De plus les manuscrits et livres commencent à être catalogués systématiquement, tandis que les chercheurs procèdent à la compilation de nouveaux dictionnaires en langues orientales.
Plusieurs collaborateurs de l'institut meurent pendant le siège meurtrier de Léningrad, certains sont évacués en 1943 à Moscou. Les laboratoires de recherche sont déménagés à Moscou, mais le cœur des collections demeure à Léningrad. L'institut est installé en 1949 dans ses locaux actuels, au Nouveau Palais Michel.
Tous les laboratoires de recherche de l'institut sont définitivement installés en 1951 à Moscou sous le nom d'institut d'études orientales de l'Académie des sciences d'URSS et l'établissement demeuré à Léningrad prend en 1956 le nom d'Institut d'études orientales de la filiale de Léningrad de l'Académie des sciences d'URSS, et il est dirigé par l'académicien Joseph Orbeli. C'est une époque d'intenses travaux de traductions de langues orientales et de déchiffrages de langues anciennes qui donnent lieu à quantité de publications.
Le praesidium de l'Académie des sciences d'URSS fixe le 29 octobre 1970 les attributions et les différences, en ce qui concerne les études orientales, entre les deux institutions de Moscou et de Léningrad et qui ont toujours cours aujourd'hui. Ainsi celle de Léningrad (Saint-Pétersbourg aujourd'hui) est chargée de la description et de l'étude critique des textes conservés, de l'étude fondamentale de l'Antiquité orientale et de l'histoire médiévale orientale, ainsi que de l'étude de la littérature et de la culture classiques, des religions, des philosophies et des lois, tandis que la branche moscovite de l'Institut des études orientales se concentre sur les études modernes et contemporaines. La branche de Léningrad accueillait alors plus d'une centaine de collaborateurs scientifiques, publiant une quarantaine de monographies chaque année.

### Depuis 2007
Le praesidium de l'Académie des sciences de Russie ordonne par une décision du 19 juin 2007 de réorganiser la branche de Saint-Pétersbourg de l'Institut des études orientales en un établissement autonome dénommé désormais « Institut des manuscrits orientaux de l'Académie des sciences ».
En 2012, les collections de manuscrits et de livres anciens de cet institut consistent en plus de 100 000 unités en soixante-cinq langues (mortes ou vivantes), parmi lesquelles l'arabe, l'arménien, le chinois, le coréen, le géorgien, l'hébreu biblique, le japonais, le kurde, le mandchou, le mongol, l'ouïgour, le persan, le sanscrit, le sogdien, le tadjik, le tangoute, le tibétain, le turc, etc. Certains sont des manuscrits ou des xylographes de valeur inestimable.
De plus l'institut possède une bibliothèque spécialisée de plus de huit cent mille volumes. Ceux datant des années 1930 et concernant les langues des peuples de l'ancienne URSS sont d'une importance exceptionnelle. L'institut dirige des thèses de doctorat.

## Liste des directeurs

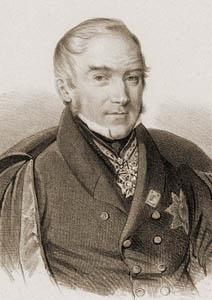
Portrait de Christian Martin Frähn

### Musée Asiatique
- Christian Martin von Frähn, 1818-1842
- Bernhard Dorn, 1842-1881
- Viktor von Rosen, 1881-1882
- Ferdinand Johann Wiedemann, 1882-1885
- Wilhelm Radloff, 1885-1890
- Carl Salemann, 1890-1916
- Sergueï Oldenburg, 1916-1930

### Institut d'études orientales de Léningrad
En italiques: les directeurs de l'Institut d'études orientales de l'Académie des sciences d'URSS avant l'érection de la filiale de Léningrad
- Sergueï Oldenbourg, 1930-1934
- Alexandre Samoïlovitch, 1934-1937
- Vassili Struve, 1937-1938
- Alexeï Barannikov, 1938-1940
- Vassili Struve, 1940-1950
- Sergueï Tolstov, 1950-1953
- Vsevolod Avdiev, 1953-1954
- Alexandre Guber, 1954-1956
- Joseph Orbeli, 1956-1961
- Andreï Kononov, 1961-1963
- Iouri Petrossian, 1963-1991

### Institut d'études orientales de Saint-Pétersbourg
- Iouri Petrossian, 1991-1996
- Evgueni Kytchanov, 1997-2003
- Irina Popova, 2003-2007

### Institut des manuscrits orientaux
- Irina Popova, 2007 à ce jour

## Départements
- Département du Proche et Moyen-Orient
  - Secteur du Proche-Orient
  - Secteur du Moyen-Orient
- Département de l'Extrême-Orient
- Département de l'Orient antique
- Département des manuscrits et documents
- Département de l'Asie centrale et de l'Asie méridionale
  - Secteur de l'Asie centrale
  - Secteur de l'Asie méridionale

## Collection
- Nova N 176

## Périodiques
- Ислам на территории бывшей Российской империи (ИнТБРИ) (depuis 1998) (L'Islam dans le territoire de l'ancien Empire russe)
- [Православный] Палестинский сборник (depuis 1954) (L'Album palestinien [orthodoxe])
- Письменные памятники Востока (ППВ) (depuis 2004) (Les monuments scripturaires de l'Orient)
- Письменные памятники Востока (ancienne version, 1970—1987) (ibidem)
- Письменные памятники и проблемы истории культуры народов Востока (ППиПКНВ) (1965—1991) (Les monuments scripturaires et les problèmes de la culture des peuples d'Orient)
- Turcologica
- Mongolica (1986, 1993, depuis 1994 périodiquement)
- Manuscripta Orientalia (1995—2003, aujourd'hui il paraît sous l'égide du Musée d'Anthropologie et d'ethnographie Pierre-le-Grand (Kunstkamera) de l'Académie des sciences de Russie)